# Lobmingtal
Lobmingtal é um município da Áustria, situado no distrito de Murtal, no estado da Estíria. Tem 54,38 km² de área e sua população em 2019 foi estimada em 1.859 habitantes.